# XO-1b
XO-1 b 또는 GSC 02041-01657 b는 북쪽왕관자리에 있는, 지구에서 약 600 광년 떨어져 있는 외계 행성이다. 이 행성은 2006년 황색 왜성 XO-1 주위에서 발견되었다.

## 발견
2006년 프로 및 아마추어 천문가들로 이루어진 천체관측팀이 목성 정도 질량을 지닌 행성 XO-1 b를 XO-1 주위에서 찾아냈다. 볼티모어 우주망원경과학재단의 피터 맥컬로프가 이 팀을 지휘했으며, 이 팀에는 북아메리카와 유럽에서 온 네 명의 아마추어 천문가들이 포함되어 있었다.
맥컬로프와 연구진들은 고가의 XO 망원경을 이용하여 관측 활동을 수행했다. XO 망원경은 두 개의 200밀리미터 구경 망원렌즈로 구성되어 있으며, 겉모양은 쌍안경과 닮았다. XO 망원경은 하와이주 할레아칼라 산 정상에 있다.
2003년 9월에서 2005년 9월까지 XO 망원경은 수만 개의 밝은 별들을 감지해 냈다. 당시 맥컬로프 팀의 아마추어 천문가들은 외계 행성들을 거느리고 있다고 이전부터 후보로 점찍어 두었던 열 개 정도의 항성들을 연구했다. 2005년 6월 XO-1이 행성을 거느리는 유력한 후보로 지목되었다. 아마추어 천문가들은 이 별을 2005년 6월에서 7월까지 관측했고, 행성급 규모의 천체가 모항성을 가리는 것을 발견했다. 맥컬로프 팀은 텍사스 소재 맥도널드 천문대로 돌아가서, 이 천체의 질량과, 행성인지 아닌지의 여부를 확인하였다.

### 항성면 통과 현상
맥컬로프 팀은 천체가 모항성의 앞을 지나가면서 밝기가 근소하게 줄어드는 것을 이용하여 행성의 존재를 입증했다. XO-1b는 항성 앞을 지나가면서 항성이 뿜는 빛의 약 2퍼센트를 감소시켰다. 이들은 XO-1b가 모항성을 4일 주기로 공전하고 있음을 알아냈다.
당시 180개의 외계 행성들이 발견된 상태였는데, XO-1b는 통과 현상을 이용하여 발견된 10번째 행성이었으며, 망원렌즈를 사용하여 발견된 두 번째 행성이기도 했다. 망원렌즈로 발견된 첫 번째 행성은 거문고자리에 있는 TrES-1으로, 2004년 발견되었다. 통과법을 통해 행성의 질량과 반지름을 정확히 알 수 있으며, 여기서 행성의 여러 가지 제원들(밀도 포함)을 알아낼 수 있다.

### 시선속도
연구팀은 하란 J. 스미스 망원경, 맥도널드 천문대 하비-엘버리 망원경을 이용, 행성이 모항성의 빛을 가리는 현상을 관측하여 이 행성의 존재를 입증했다. 시선속도를 이용하여 이 행성의 정확한 질량을 구했는데, 목성보다 약간 작은 정도였다. 그러나 XO-1 b은 질량에 비해 훨씬 더 큰 반지름을 지니고 있다. 맥컬로프는 “모항성 앞을 지나가는 행성들 중, XO-1 b는 지금까지 발견된 행성들 중 가장 목성과 비슷하며, XO-1 역시 태양과 가장 비슷한 존재이다. 그러나 XO-1 b는 목성이 태양에서 멀리 떨어져 있는 것과는 달리, 아주 가까이 붙어 있다.”라고 말했다.
연구팀이 XO-1 b를 찾기 위해 쓴 기술은, 외계 행성을 찾기 위해 상대적으로 비싼 망원경을 사용했다는 점에서 혁신적인 방법이었다. 그러나 해당 기술은 모항성에 가까이 붙어 있는 행성들을 찾을 때에만 유용하게 쓸 수 있으며, 항성의 빛을 감지 가능할 정도로 많이 가리는(표면적이 큰) 행성만을 찾을 수 있다.

### 우주 망원경들
맥컬로프는 XO-1 b가 허블 우주 망원경과 스피처 우주 망원경으로 관측할만한 대상이라고 믿고 있다. 허블 망원경은 항성까지의 거리와 외계 행성의 크기를 정확하게 잴 수 있고, 스피처 망원경은 행성에서 나오는 적외선 복사를 사진으로 찍을 수 있다. 행성이 항성 뒤로 숨는 타이밍을 통해 스피처 망원경은 행성 궤도의 이심률(공전 궤도가 얼마나 찌그러져 있는지의 척도)을 잴 수 있다. 이심률이 크다는 것은 궤도 역시 많이 찌그러져 있어서 모행성에 미치는 중력이 다양하게 변화함을 암시한다. 이처럼 중력이 변덕스럽게 행성에 작용할 경우 행성은 가열되어 대기는 팽창하고, 왜 행성의 지름이 예상값보다 더 크게 나오는지를 해명할 수 있게 된다.

## 물리적 특징
XO-1 b는 목성과 질량은 비슷하나 어머니 항성에는 훨씬 더 가까이 붙어 있기 때문에 뜨거운 목성으로 분류할 수 있다. HD 209458 b나 TrES-1과 같은 다른 ‘일면통과 외계행성’들처럼, XO-1 b의 밀도는 낮으며 여기에서 이 행성의 조성물이 대부분 수소와 헬륨임을 알 수 있다.

## 같이 보기
- 페가수스자리 51 b
- HD 209458 b
- 뜨거운 목성
- TrES-1